# Gros-Morne (Haiti)
Gros-Morne, in creolo haitiano Gwo Mòn, è un comune di Haiti, capoluogo dell'arrondissement omonimo nel dipartimento dell'Artibonite.